# Hans Heinrich Peters
Hans Heinrich Peters (* 1945) ist ein deutscher Wirtschaftswissenschaftler. Er war Professor für Wirtschaftsrecht und Geschäftsführer der Börse Hannover.

## Leben und Schaffen
Hans Heinrich Peters studierte Rechts- und Wirtschaftswissenschaften. 1978 übernahm er die Geschäftsführung  der Niedersächsischen Börse zu Hannover. Für den Zeitraum 1988 bis 1993 wechselte er für fünf Jahre an die Hanseatische Wertpapierbörse Hamburg. Nach einem Intermezzo als Verwaltungsdirektor des Norddeutschen Rundfunks trat er eine Professur für Wirtschaftsrecht an der Fachhochschule Hannover an. Peters war maßgeblich beteiligt am Zusammenschluss der Hamburger und Hannoveraner Börse zur Börsen AG. Dort blieb er – erst im Aufsichtsrat, von 2002 bis 2009 im Vorstand – tätig.

## Schriften
- Nachhaltigkeit. Verantwortungsvolle Anlagen mit Hilfe des Global Challenges Index. In: Hamburger Börse: Die Hamburger Börse 1558–2008. Murmann, Hamburg 2008, ISBN 978-3-86774-048-7, S. 203–215.
- mit Heinrich Stedler: Business angels in Deutschland: Empirische Studie der FH Hannover zur Erforschung des Erfolgsbeitrages von Business angels bei Unternehmensgründungen aus der Hochschule im Auftrag der tbg Technologie-Beteiligungs-Gesellschaft mbH der Deutschen Ausgleichsbank. Fachhochsch. Hannover Forschungsprojekt Business Angels; tbg, Hannover, Bonn 2002, ISBN 3-933823-40-4, S. 163.
- mit Lothar Hübl, Detlef Swieter: Ligasport aus ökonomischer Sicht. Meyer & Meyer, Aachen 2002, ISBN 3-89124-865-2, S. 245.
- Jürgen Hahn, Hans Heinrich Peters: Gesellschafts- und Unternehmensformen in der Bundesrepublik Deutschland: Ein Leitfaden für Unternehmer. 2. Auflage. Economica, Bonn 1992, ISBN 3-87081-351-2, S. 92.
- Internationale Entwicklungsfinanzierung: die Rolle der International Finance Corporation im Entwicklungsprozess. Univ., Diss. u.d.T.: Peters, Hans Heinrich: International finance corporation (IFC)--Bochum, 1977. Erdmann, Tübingen 1978, ISBN 3-7711-0297-9, S. XVI, 283 // 283.